# Воллес (Південна Дакота)
Воллес (англ. Wallace) — місто (англ. town) в США, в окрузі Кодінґтон штату Південна Дакота. Населення — 91 особа (2020).

## Географія
Воллес розташований за координатами 45°5′4″ пн. ш. 97°28′41″ зх. д. / 45.08444° пн. ш. 97.47806° зх. д. (45.084459, -97.478129).  За даними Бюро перепису населення США в 2010 році місто мало площу 0,34 км², уся площа — суходіл.

## Демографія
Згідно з переписом 2010 року, у місті мешкало 85 осіб у 34 домогосподарствах у складі 24 родин. Густота населення становила 247 осіб/км².  Було 42 помешкання (122/км²).
Расовий склад населення:
| - 96,5 % — білих - 2,4 % — чорних або афроамериканців |

До двох чи більше рас належало 1,2 %. Частка іспаномовних становила 0,0 % від усіх жителів.
За віковим діапазоном населення розподілялося таким чином: 35,3 % — особи молодші 18 років, 54,1 % — особи у віці 18—64 років, 10,6 % — особи у віці 65 років та старші. Медіана віку мешканця становила 34,8 року. На 100 осіб жіночої статі у місті припадало 102,4 чоловіків;  на 100 жінок у віці від 18 років та старших — 96,4 чоловіків також старших 18 років.
Середній дохід на одне домашнє господарство  становив 56 350 доларів США (медіана — 53 750), а середній дохід на одну сім'ю — 61 956 доларів (медіана — 60 938). За межею бідності перебувало 1,9 % осіб, у тому числі 0,0 % дітей у віці до 18 років та 0,0 % осіб у віці 65 років та старших.
Цивільне працевлаштоване населення становило 44 особи. Основні галузі зайнятості: фінанси, страхування та нерухомість — 18,2 %, сільське господарство, лісництво, риболовля — 15,9 %, оптова торгівля — 13,6 %, освіта, охорона здоров'я та соціальна допомога — 13,6 %.